# Poveda de las Cintas
Poveda de las Cintas és un municipi de la província de Salamanca a la comunitat autònoma de Castella i Lleó.

## Demografia
| 1991 | 1996 | 2001 | 2004 |
| ---- | ---- | ---- | ---- |
| 415  | 364  | 330  | 313  |